# Attijariwafa Bank
Attijariwafa Bank es el segundo banco más grande de Marruecos tras Banque Populaire. Nació tras la fusión del Banque Commerciale du Maroc y el Wafabank. El accionista mayoritario es el holding marroquí Al Mada, controlado por la familia real alauita. A cierre de 2015, el español Banco Santander poseía un 5,26% del capital.
La entidad posee más de un millón y medio de clientes y cuenta con oficinas en París, Madrid, Bruselas, Barcelona, Shanghái, Túnez y Dakar. La sede central de la compañía se encuentra en la ciudad de Casablanca.
Cuenta con más de 600 sucursales en Marruecos, 103 en Túnez y 19 en Senegal, así como oficinas de representación en Europa y Asia.
Las entidades relacionadas con el Attijariwafa Bank son:
- Banque de l'Enterprise
- Personnel et Particuliers
- Wafa Assurance
- Attijari bank Tunisie